# Campeonato Carioca de Futebol de 2013
O Campeonato Carioca de Futebol de 2013 foi a 116.ª edição da principal divisão do futebol no Rio de Janeiro. A disputa foi organizada pela Federação de Futebol do Estado do Rio de Janeiro (FERJ). Os quatro primeiros colocados disputarão a Copa do Brasil de 2014.
Nesta edição houve dois torneios paralelos: o Torneio Super Clássicos será disputado entre Botafogo, Flamengo, Fluminense e Vasco da Gama, nas partidas entre eles; e o Torneio Extra, entre as demais equipes, nas partidas que não envolvam a participação dos quatro grandes clubes.
Esta edição do torneio também entrou para a história da competição por ter sido a primeira vez, em 112 edições da competição, que o campeonato foi decidido fora da cidade do Rio de Janeiro. A decisão do torneio ocorreu na cidade de Volta Redonda-RJ, no Estádio Raulino de Oliveira.

## Critérios de desempate
Para o desempate entre duas ou mais equipes segue-se a ordem definida abaixo:
1. Número de vitórias
2. Saldo de gols
3. Gols marcados
4. Número de cartões amarelos e vermelhos
5. Sorteio

## Participantes
| Equipe          | Cidade             | Em 2012       | Estádio             | Capacidade | Títulos             |
| --------------- | ------------------ | ------------- | ------------------- | ---------- | ------------------- |
| Audax Rio       | São João de Meriti | 2.º (Série B) | Moça Bonita[c]      | 9 564      | 0 (não possui)      |
| Bangu           | Rio de Janeiro     | 13.º          | Moça Bonita         | 9 564      | 2 (último em 1966)  |
| Boavista-RJ     | Saquarema          | 10.º          | Eucyr Resende[b]    | 6 000      | 0 (não possui)      |
| Botafogo        | Rio de Janeiro     | 2.º           | Engenhão[a]         | 45 000     | 19 (último em 2010) |
| Duque de Caxias | Duque de Caxias    | 11.º          | Marrentão           | 7 000      | 0 (não possui)      |
| Flamengo        | Rio de Janeiro     | 3.º           | Engenhão[a]         | 45 000     | 32 (último em 2011) |
| Fluminense      | Rio de Janeiro     | 1.º           | Engenhão[a]         | 45 000     | 31 (último em 2012) |
| Friburguense    | Nova Friburgo      | 8.º           | Eduardo Guinle      | 6 550      | 0 (não possui)      |
| Macaé           | Macaé              | 7.º           | Moacyrzão           | 16 000     | 0 (não possui)      |
| Madureira       | Rio de Janeiro     | 12.º          | Conselheiro Galvão  | 5 062      | 0 (não possui)      |
| Nova Iguaçu     | Nova Iguaçu        | 9.º           | Laranjão[b]         | 1 810      | 0 (não possui)      |
| Olaria          | Rio de Janeiro     | 14.º          | Rua Bariri[b]       | 8 300      | 0 (não possui)      |
| Quissamã        | Quissamã           | 1.º (Série B) | Moacyrzão           | 16 000     | 0 (não possui)      |
| Resende         | Resende            | 5.º           | Trabalhador[b]      | 4 600      | 0 (não possui)      |
| Vasco da Gama   | Rio de Janeiro     | 4.º           | São Januário        | 24 584     | 22 (último em 2003) |
| Volta Redonda   | Volta Redonda      | 6.º           | Raulino de Oliveira | 20 255     | 0 (não possui)      |

- a. ^ Em determinadas rodadas, o Engenhão será preferencial apenas para jogos do Botafogo e/ou clássicos
- b. ^ Não estão aptos a receber partidas envolvendo Botafogo, Flamengo, Fluminense e Vasco da Gama
- c. ^ O Audax Rio manda seus jogos em Moça Bonita, pois o seu estádio, Arthur Sendas, encontra-se inapto a receber as partidas

### Expulsão do Quissamã
O Quissamã foi promovido pela primeira vez à Série A do Campeonato Carioca em 28 de julho de 2012, após a vitória por 2–0 sobre o Barra Mansa. No entanto, em 6 de dezembro, foi excluído da competição pelo Tribunal de Justiça Desportiva do Rio de Janeiro (TJD-RJ) por não cumprir todas as exigências do regulamento do Estadual, sendo substituído pelo Goytacaz, terceiro colocado na Série B. O TJD entendeu que o clube perdeu o prazo, até 10 de novembro, para indicar que estádio usaria na competição.
O clube entrou com um recurso no Superior Tribunal de Justiça Desportiva (STJD), o que poderia fazer com que o campeonato atrasasse seu início. A seção para definir a situação do clube foi marcada para 20 de dezembro, quando foi votada a situação do clube e, por unanimidade de votos, o Quissamã recuperou sua vaga no Campeonato Carioca de 2013.

## Sorteio
O sorteio da tabela do Campeonato Carioca de 2013 foi realizado em 12 de novembro de 2012, às 15 horas, na sede da Federação de Futebol do Estado do Rio de Janeiro (FERJ).

## Confrontos
Para ler a tabela, a linha horizontal representa os jogos da equipe como mandante. A coluna vertical indica os jogos da equipe como visitante.
|                 | AUD | BAN | BVT | BOT | DCA | FLA | FLU | FRI | MAC | MAD | NVG | OLR | QUI | RES | VAS | VOL |
| --------------- | --- | --- | --- | --- | --- | --- | --- | --- | --- | --- | --- | --- | --- | --- | --- | --- |
| Audax Rio       | —   | 1–1 | 1–2 | 0–4 |     |     |     |     | 1–0 |     | 2–1 |     | 0–0 |     |     | 0–0 |
| Bangu           |     | —   | 1–0 | 0–0 | 2–2 | 1–2 |     |     |     |     | 0–0 |     | 0–1 |     |     | 2–0 |
| Boavista        |     |     | —   |     | 1–2 | 0–0 |     | 1–0 |     | 0–1 |     | 1–0 |     | 3–2 | 0–3 |     |
| Botafogo        |     |     | 2–2 | —   | 3–0 |     | 1–1 | 3–1 |     |     | 4–1 | 3–0 | 4–0 | 4–2 |     |     |
| Duque de Caxias | 0–1 |     |     |     | —   |     | 0–0 | 1–2 |     | 0–1 |     | 3–1 |     | 1–3 | 1–2 |     |
| Flamengo        | 1–2 |     |     | 1–0 | 1–1 | —   | 3–1 |     |     |     | 1–0 |     | 2–0 | 2–3 |     | 1–0 |
| Fluminense      | 1–0 | 2–0 | 2–0 |     |     |     | —   | 2–2 | 3–1 | 2–2 |     | 3–1 |     |     | 1–1 |     |
| Friburguense    | 2–3 | 2–1 |     |     |     | 0–4 |     | —   | 1–1 | 2–2 | 2–0 | 5–0 | 4–1 |     |     |     |
| Macaé           |     | 1–0 | 3–2 | 1–3 | 1–3 | 1–3 |     |     | —   |     | 1–0 |     | 2–0 |     |     | 1–3 |
| Madureira       | 1–2 | 2–3 |     | 1–2 |     | 1–1 |     |     | 2–1 | —   |     |     |     |     | 1–0 | 0–1 |
| Nova Iguaçu     |     |     | 1–2 |     | 3–0 |     | 0–2 |     |     | 0–0 | —   |     |     | 2–2 | 2–0 | 1–0 |
| Olaria          | 0–0 | 0–2 |     |     |     | 0–2 |     |     | 2–2 | 1–0 | 2–1 | —   |     |     | 0–0 |     |
| Quissamã        |     |     | 0–1 |     | 1–1 |     | 0–3 |     |     | 0–1 | 2–2 | 0–0 | —   | 0–0 |     |     |
| Resende         | 2–1 | 1–0 |     |     |     |     | 0–2 | 1–1 | 2–1 | 1–1 |     | 1–1 |     | —   | 2–4 |     |
| Vasco da Gama   | 2–0 | 0–1 |     | 0–3 |     | 2–4 |     | 2–1 | 4–2 |     |     |     | 3–1 |     | —   | 0–1 |
| Volta Redonda   |     |     | 1–1 | 0–1 | 0–0 |     | 1–3 | 1–0 |     |     |     | 0–0 | 2–1 | 2–4 |     | —   |

| Vitória do mandante Vitória do visitante Empate | Em verde, os resultados da Taça Guanabara Em azul, os resultados da Taça Rio | Em vermelho, os jogos da próxima rodada Em negrito, os jogos "clássicos" |

## Primeira fase (Taça Guanabara)

### Fase de grupos
| Classificação | Classificação | Classificação | Classificação | Classificação | Classificação | Classificação | Classificação | Classificação | Classificação |
| Pos           | Equipe        | PG            | J             | V             | E             | D             | GP            | GS            | SG            |
| ------------- | ------------- | ------------- | ------------- | ------------- | ------------- | ------------- | ------------- | ------------- | ------------- |
| 1             | Vasco da Gama | 16            | 8             | 5             | 1             | 2             | 18            | 11            | +7            |
| 2             | Botafogo      | 15            | 8             | 4             | 3             | 1             | 17            | 7             | +10           |
| 3             | Madureira     | 12            | 8             | 3             | 3             | 2             | 11            | 10            | +1            |
| 4             | Friburguense  | 9             | 8             | 2             | 3             | 3             | 10            | 14            | -4            |
| 5             | Volta Redonda | 6             | 8             | 1             | 3             | 4             | 7             | 12            | -5            |
| 6             | Quissamã      | 6             | 8             | 1             | 3             | 4             | 2             | 9             | -7            |
| 7             | Nova Iguaçu   | 5             | 8             | 1             | 2             | 5             | 7             | 10            | -3            |
| 8             | Olaria        | 3             | 8             | 0             | 3             | 5             | 5             | 14            | -9            |

| Classificação | Classificação   | Classificação | Classificação | Classificação | Classificação | Classificação | Classificação | Classificação | Classificação |
| Pos           | Equipe          | PG            | J             | V             | E             | D             | GP            | GS            | SG            |
| ------------- | --------------- | ------------- | ------------- | ------------- | ------------- | ------------- | ------------- | ------------- | ------------- |
| 1             | Flamengo        | 22            | 8             | 7             | 1             | 0             | 16            | 3             | +13           |
| 2             | Fluminense      | 16            | 8             | 4             | 4             | 0             | 17            | 8             | +9            |
| 3             | Bangu           | 14            | 8             | 4             | 2             | 2             | 9             | 5             | +4            |
| 4             | Boavista-RJ     | 14            | 8             | 4             | 2             | 2             | 8             | 8             | 0             |
| 5             | Audax Rio       | 12            | 8             | 3             | 3             | 2             | 7             | 10            | -3            |
| 6             | Macaé           | 8             | 8             | 2             | 2             | 4             | 11            | 15            | -4            |
| 7             | Resende         | 8             | 8             | 1             | 5             | 2             | 13            | 15            | -2            |
| 8             | Duque de Caxias | 5             | 8             | 1             | 2             | 5             | 6             | 13            | -7            |

### Fase final
Em itálico, as equipes que jogaram pelo empate, por ter melhor campanha na fase de grupos.
|  | Semifinais            | Semifinais |   |  | Final                  | Final |  |
|  |                       |            |   |  |                        |       |  |
|  | 2 de março – Engenhão |            |   |  |                        |       |  |
|  | Vasco da Gama         | 3          |   |  |                        |       |  |
|  | Fluminense            | 2          |   |  |                        |       |  |
|  |                       |            |   |  |                        |       |  |
|  |                       |            |   |  | 10 de março – Engenhão |       |  |
|  |                       |            |   |  | Vasco da Gama          | 0     |  |
|  |                       | Botafogo   | 1 |  |                        |       |  |
|  |                       |            |   |  |                        |       |  |
|  |                       |            |   |  |                        |       |  |
|  |                       |            |   |  |                        |       |  |
|  | 3 de março – Engenhão |            |   |  |                        |       |  |
|  | Flamengo              | 0          |   |  |                        |       |  |
|  | Botafogo              | 2          |   |  |                        |       |  |

### Premiação
| Taça Guanabara de 2013        |
| Rio de Janeiro                |
| ----------------------------- |
| BOTAFOGO Campeão (7.º título) |